# Uenoites yinae
Uenoites yinae is een keversoort uit de familie van de loopkevers (Carabidae). De wetenschappelijke naam van de soort werd voor het eerst geldig gepubliceerd in 1996 door Ueno als Deuveotrechus yinae.